# Amara Traoré
Amara Traoré (25 de setembre, 1965) és un ex futbolista i entrenador senegalès.
Com a futbolista destacà a França on defensà els colors de clubs com SC Bastia, FC Gueugnon i FC Metz.
Fou internacional amb el Senegal i disputà la Copa del Món de 2002.
El 2007 esdevingué entrenador de l'ASC Linguère.